# Ernst Hirsch (Politiker, 1892)
Ernst Hirsch (* 5. Mai 1892 in Linz, Oberösterreich; † 14. Oktober 1973 ebenda) war ein österreichischer Priester und Politiker (CSP).

## Leben
Der Sohn eines Malermeisters besuchte das Gymnasium, studierte Theologie und wurde 1915 zum Priester geweiht. Zuerst als Kooperator tätig, übernahm er zwischen 1919 und 1921 und neuerlich von 1923 bis 1934 den Posten eines Sekretärs des Katholischen Volksvereins. Nachdem er zwischen 1923 und 1934 auch Obmann des Elternvereins "Frohe Jugend" war, gründete er 1928 den Diözesanverband "Frohe Jugend" und wurde Vizepräsident des Reichsverbandes. Von 1926 bis 1934 war er sowohl Mitglied des Stadtschulrates als auch des Landesschulrates. Seit 1934 wirkte Hirsch als Religionsprofessor an verschiedenen Mittelschulen in Linz; 1935 legte er die Religionsprüfung für Mittelschulen ab. Ab 1943 war er Rektor der Elisabethinen, bei Kriegsende Seelsorger in Tirol. Er kehrte aber nach Linz zurück und war er bis zu seiner Pensionierung 1957 wieder als Religionsprofessor tätig.

## Politik
Ernst Hirsch wurde 1925 als Ersatzmann für den Bundesrat gewählt und war 1930 und 1931 Abgeordneter zum Nationalrat, dann von 1931 bis 1934 Landtagsabgeordneter für die Christlichsoziale Partei, außerdem bis zur Mandatsniederlegung im Dezember 1933 auch Mitglied der Landesregierung. Seine wichtigsten Agenden als Landesrat waren Schulangelegenheiten, Bildungswesen, Wahl- und Gemeindeangelegenheiten.

## Ehrungen
- Ehrenmitglied der KÖStV Kürnberg Wien (1924)
- Großes silbernes Ehrenzeichen für Verdienste um die Republik Österreich (1934)
- Geistlicher Rat (1940)
- Konsistorialrat (1949)
- Oberstudienrat (1955)